# Kho Liang Ie-prijs
De Kho Liang le-prijs was een Nederlandse prijs voor industriële vormgeving, die van 1979 tot 2002 jaarlijks werd uitgereikt aan een in Nederland gevestigde maker van industrieel toegepaste kunst. De prijs werd in 1978 ingesteld door het Amsterdams Fonds voor de Kunst tot nagedachtenis van de Nederlandse industriële ontwerper Kho Liang Ie (1927-1975), en werd in 1980 voor het eerst toegekend, destijds nog achteraf.
Per 2002 is de Kho Liang Ie-prijs opgegaan in de Amsterdamprijs voor de Kunst.

## Winnaars
- 1979 - Bruno Ninaber van Eyben[2]
- 1980 - José de Pauw voor textielontwerpen voor autostoelen en tapijtfabriek Van Besouw[4]
- 1981 - Bas Pruyser, voor de afvalbak Capitole[5]
- 1982 - ontwikkelteam Océ van der Grinten, voor de vormgeving van hun lichtdruk- en kopieerapparatuur[6]
- 1983 - Chris Hiemstra en Harry Swaak, voor verlichtingsarmaturen[7][4]
- 1984 - Gerard van den Berg, voor meubelontwerpen[6]
- 1985 - Jan Jansen, voor schoenontwerpen[8]
- 1986 - Aldo van den Nieuwelaar, voor zijn A'dammers kastensysteem[9]
- 1987 - Frans de la Haye, voor het standaard Shell-benzinestation[10]
- 1988 - Bořek Šípek, voor meubelen[11]
- 1989 - Sander Sinot, voor een fototoestel[12]
- 1990 - Friso Kramer, voor prefab-luivels en brievenkasten[13]
- 1991 - Total Design, voor postkantoormeubilair[14]
- 1992 - Ulf Moritz, voor stofontwerpen[15]
- 1993 - Marijke van der Wijst, voor exposities[16]
- 1994 - Maria van Kesteren
- 1995 - Landmark, voor een meterkast[17]
- 1996 - Gijs Bakker
- 1997 - Wolfram Peters en Jos Oberdorf van npk design voor een serie inbouw spots voor Wila Leuchten
- 1998 - Mick Eekhout[18]
- 1999 - onbekend
- 2000 - onbekend
- 2001 - onbekend
- 2002 - Peter van der Veer voor Gazelle Tranza